# John Holmquist
John Holmquist är en amerikansk animationsregissör. Han har arbetat på bland annat Rugrats och Family Guy.

## Rugrats
Dessa avsnitt har han arbetat med:
- "The First Cut"
- "Chuckie Grows"
- "Tommy's First Birthday"
- "Barbeque Story"
- "Waiter There's a Baby in My Soup"
- "At the Movies"
- "Reptar on Ice"
- "Baby Commercial"
- "Little Dude"

## Family Guy
Dessa avsnitt har han regisserat:
- "Running Mates"
- "Airport '07"
- "Stewie Kills Lois"
- "Play it Again, Brian"
- "Ocean's Three and a Half"
- "We Love You, Conrad"
- "Hannah Banana"
- "Extra Large Medium"
- "Excellence in Broadcasting"
- "Mom's the Word"